# Z-22安东·施米特号驱逐舰
Z-22“安东·施米特”号（德語：Z 22 Anton Schmitt）是纳粹德国海军于1930年代末建造的六艘1936型驱逐舰之一，得名于在一战日德兰海战中坚守岗位迎敌而随小巡洋舰女性之赞号一同沉没的前德意志帝国海军二级下士安东·施米特。该舰于1938年1月3日开始在不来梅的德希马格威悉船厂铺设龙骨，同年9月20日下水，至1939年9月24日、即第二次世界大战爆发后才交付使用。入役之初，它曾协助在英国海岸附近布设了一个进攻性雷区，仅导致1艘小船沉没。1940年4月德国入侵挪威期间，Z-22号受命攻击纳尔维克，并在4月10日的第一次纳尔维克海战遭击沉。

## 设计
Z-22“安东·施米特”号的水线长和全长分别为120米和125.1米，有11.8米的舷宽以及最大4.5米吃水深度；其设计排水量为2,411吨，满载时则可达3,415吨。该舰由两台瓦格纳齿轮传动蒸汽轮机提供动力，各负责驱动一副直径为3.25米的三叶螺旋桨。过热蒸汽则由六台瓦格纳水管锅炉供应，可以输出70,000匹軸馬力（52,000千瓦特）的功率。该舰的设计航速为36節（67每小時），在海试中曾以69,000匹軸馬力（51,000千瓦特）达到36.9節（68.3每小時），但从未进行过全速测试。Z-22号最多可贮存739吨燃料油，能够以19節（35每小時）的速度的巡航2,050海里（3,800）。舰只的标准船员编制为10名军官和313名水兵。
该舰装备有五门127毫米34式速射炮，架设在带有炮挡的单装炮座上。其中舰艛的前后各有两门采用背负式布置，第五门则安装在后部舰艛的顶端，并从前到后编为1至5号。防空武器则包括安装在与后部烟囱并排的一对双联装炮座上的四门37毫米30式速射炮和六门单座20毫米30式高射炮组成。此外，该舰还在水上部分的两个四联装动力操纵式底座上安装有八具533毫米鱼雷发射管，每个底座均提供两次重新装填。四个深水炸弹发射器和布雷导轨则安装在艉后部甲板室的两侧，最多可贮存60枚水雷。作为探测潜艇的工具，舰上也搭载有一套称为“群听装置”的被动式水听器，并于1939年底安装了一套主动式声纳系统。

## 历史
Z-22“安东·施米特”号得名于前德意志帝国海军二级下士安东·施米特，他在1915年5月31日的日德兰海战中，作为小巡洋舰女性之赞号上最后一门可用炮的最后一名炮手，尽管身负重伤仍坚守岗位站在水中向敌人开火，最终与舰只一同沉没。以他命名的新驱逐舰于1936年1月6日由德国国家海军所订购，自1938年1月3日开始在不来梅的德希马格威悉船厂铺设龙骨，建造序列为924。该舰于1938年9月20日下水，至1939年9月24日竣工。入列后，Z-22号曾于1940年1月10日夜晚与Z-4“理夏德·拜岑”号、Z-14“弗里德里希·伊恩”号、Z-16“弗里德里希·埃科尔特”号、Z-20“卡尔·加尔斯特”号和Z-21“威廉·海德坎普”号一同，出击前往纽卡斯尔水域布雷。期间Z-14号的锅炉发生故障，使其最大航速降至27節（50每小時），不得不由Z-4号护送回德国。最终这个雷区仅造成一艘251吨重的拖网渔船沉没。

### 挪威战役

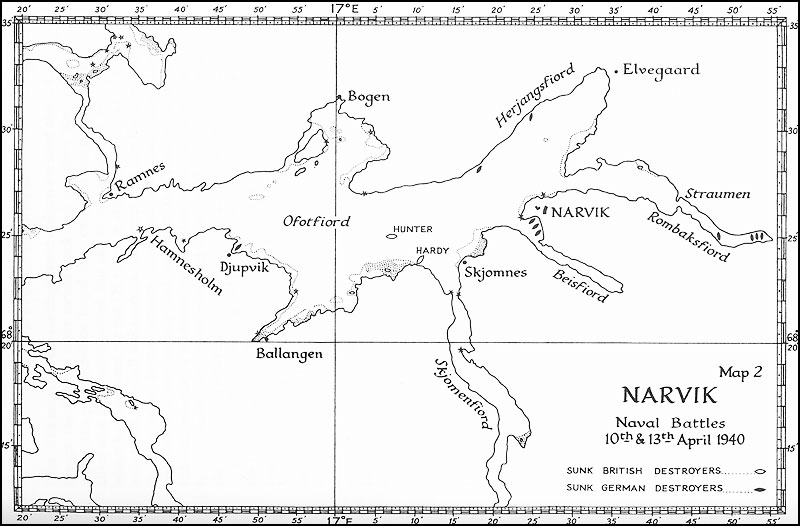
奥福特峡湾地图

在1940年4月“威悉演习行动”的挪威战役期间，该舰被编入第一集群，任务是运送第139山地猎兵团和第3山地师的指挥人员夺取纳尔维克。相关舰只于4月6日开始装载部队，并于第二天启航。当它们于4月9日清晨抵达纳尔维克以西的奥福特峡湾时，Z-22号与Z-18“汉斯·吕德曼”号从拉姆内斯水道让部队登陆，搜寻德军误认为控制着峡湾出入口的海岸炮阵地。Z-17“迪特尔·冯·勒德尔”号则留在海上，以便在必要时提供支援，并可在英国人企图干涉行动时充当哨舰。在大约11:00，地面部队奉命重新登上前往纳尔维克的驱逐舰。Z-22号于翌日夜间轮替担当警戒值勤，然后驶入纳尔维克港湾。
4月10日黎明后不久，当英国第2驱逐区舰队的五艘驱逐舰——哈迪号、浩劫号、亨特号、热刺号和英雄号突然出现在纳尔维克港湾时，使德国人措手不及。亨特号以一枚4.7英寸（120）炮和一枚从前部轮机舱射出的鱼雷击中Z-22号。不久，浩劫号又发射另一枚鱼雷再次命中这艘已倾侧的德国驱逐舰，将其炸成两半并沉没，造成50多名官兵伤亡。包括时任舰长、海军少校弗里德里希·伯梅在内的的幸存者随后则与岸上的其他幸存者组成了一支临时的海军步兵部队继续作战。